# جون كير جونيور
جون كير جونيور (بالإنجليزية: John Kerr, Jr.)‏ هو مدرب كرة قدم ولاعب كرة قدم أمريكي في مركز الوسط، ولد في 6 مارس 1965 في تورونتو في كندا. شارك مع منتخب الولايات المتحدة لكرة القدم. أما مع النوادي، فقد لعب مع نادي بورتسموث ونادي بولون ونادي بيتربورو يونايتد ونادي دالاس ونادي غوادالاخارا ونادي لينفيلد ونادي ميلوول ونادي والسول ونيو إنغلاند ريفولوشن وويكمب وندررز.

## وصلات خارجية
- جون كير جونيور على موقع الدوري الأمريكي (الإنجليزية)
- جون كير جونيور على موقع قاعدة بيانات كرة القدم.إي يو (الإنجليزية)
- جون كير جونيور على موقع ناشيونال فوتبول تيمز (الإنجليزية)
- جون كير جونيور على موقع عالم كرة القدم.نت (الإنجليزية)